# Lijst van burgemeesters van Eilat
Dit is een lijst van burgemeesters van Eilat, een kuststad in het uiterste zuiden van Israël.
- Hanoch Nenner (1951-1959) (Nederlander)
- Joske Levi (1959-1967)
- Asher Azar (1967-1973)
- Gadi Katz (1973-1983)
- Rafi Hochman (1983-1993)
- Gabi Kadosh (1993-2003)
- Meir Yitzhak Halevi (2003-heden)

Asjdod · 
Bat Yam · 
Beër Sjeva · 
Eilat · 
Haifa · 
Holon · 
Jeruzalem · 
Petach Tikwa · 
Risjon Letsion · 
Tel Aviv